# Army Men: Green Rogue
Army Men: Green Rogue (Army Men: Omega Soldier tại châu Âu dành cho PlayStation) là trò chơi điện tử thuộc thể loại shoot 'em up của loạt game Army Men do hãng The 3DO Company đồng phát triển và phát hành trên hệ máy PlayStation và PlayStation 2 vào năm 2001.

## Cốt truyện
Army Men: Green Rogue lấy bối cảnh thời gian diễn ra sự kiện trong bản Sarge's Heroes, Quân đội Green nhờ ý tưởng của cỗ máy tính Mr. X đã thành công tạo ra một siêu chiến binh với mật danh "Omega Soldier" với DNA và nhựa được ghép từ tất cả các thành viên của Biệt đội Bravo. Ban đầu chính Đại tá Grimm đã do dự về dự án, nhưng ông không còn sự lựa chọn nào khác dù rằng quá trình thực hiện dự án cũng mất từ một đến hai tuần lễ. Sau đó phe Green sẽ dùng trực thăng chở Omega Soldier tới địa điểm huấn luyện. Nắm được tin tức tình báo cực kỳ quan trọng về thứ vũ khí lợi hại này của phe Green, Tướng Plastro của phe Tan đã cử một nhóm trực thăng tấn công tới truy kích dọc đường nhằm cố gắng chiếm bằng được những siêu chiến binh này, thế rồi đoàn trực thăng vận tải của phe Green trên đường giao vận hàng tuyệt mật đã bị trực thăng phe Tan bắn rơi xuống đất nổ tung, sự cố này làm kiện hàng chở siêu chiến binh Omega rơi xuống hậu tuyến của địch và vô tình đánh thức anh. Giờ đây nhiệm vụ duy nhất của siêu chiến binh Omega là phải chiến đấu mở đường xuyên qua hậu cứ quân Tan với đủ loại vũ khí có được cộng thêm tuyệt chiêu "Bio-Strike" đầy uy lực để tìm đường trở về căn cứ quân Green. Trong phiên bản này làm khá giống thực tế khi tất cả các loại vũ khí của siêu chiến binh Omega đều được làm bằng kim loại thay vì bằng nhựa. Ngoài ra, anh chàng siêu chiến binh Omega còn là nhân vật nam duy nhất có đôi mắt phát sáng chỉ mặc mỗi quần dài, không có miệng và mũi mà vẫn có khả năng nói chuyện được, tuy nhiên trang bị của Omega xem chừng không phù hợp với hình dạng nguyên gốc của lính nhựa.

## Lối chơi
Trò chơi thuộc dạng shoot 'em up cuộn từ trên xuống, tiến về phía trước theo phong cách của Commando hoặc Ikari Warriors. Không giống như những tựa game trên, trò chơi này sở hữu môi trường 3D với quân địch được dựng theo hình đa giác, thay vì là hình ảnh 2D và màn hình liên tục cuộn về phía trước. Ngoài ra, game còn có thêm mục chơi nhiều người với số người chơi điều khiển tối đa là hai người cho cả hai hệ máy trên.
Green Rogue là phiên bản mới trong loạt game Army Men của 3DO, mà nhiều phiên bản nhắm đến đối tượng là trẻ vị thành niên không kén chọn, với phản hồi phê bình ở mức trung bình khá. Mặc dù vậy, Green Rogue có một số lối chơi không điển hình, bao gồm nhiều loại vũ khí có thể nâng cấp với chín cấp độ hiệu lực, một quả bom thông minh "biostrike" và kiểu chơi siêu chiến binh. Tuy nhiên, như một trong những nhà thiết kế game than phiền, một số yếu tố trong lối chơi này có thể đã bị giới phê bình bỏ qua.

## Đón nhận
Phiên bản PlayStation 2 nhận được "những đánh giá chung không thuận lợi" theo trang web tổng hợp kết quả đánh giá Metacritic.
David Chen của tờ NextGen gọi đây là "một trò giải trí vô hại, nhưng vẫn có những cách tốt hơn để sử dụng thời gian của bạn". David Smith của IGN khen ngợi đoạn FMV mở đầu nhưng nói thêm rằng sau khi đoạn phim mở đầu kết thúc, chất lượng đã "giảm sút một cách thảm hại" theo như Bill Hicks gọi. Ông tiếp tục nói rằng mọi thứ trong game đều chậm chạp. Tim Tracy của GameSpot khen ngợi đồ họa của trò chơi, nói rằng tựa game này có "một số kết cấu khá mượt mà và chi tiết, và là một game khá khẩm", nhưng lại chỉ trích lối chơi, đặc biệt là phát hiện va chạm và màn chơi liên tục cuộn đi khiến ông thấy khó điều khiển để nhặt vật phẩm tăng sức mạnh và né tránh các đòn tấn công của quân địch. Human Tornado của GamePro cho biết, "Nhìn chung, Green Rogue là một thành viên đáng thất vọng trong làn sóng đầu tiên của dòng game Army Men trên PS2. Nó quá chậm để biến thành thử thách, và đồ họa không đáp ứng được kỳ vọng 128-bit".